# Liste der britischen Wappen
Dies ist eine Liste der britischen Wappen, d. h. aller Wappen des Vereinigten Königreichs, der Britischen Überseegebiete und anderer Gebiete.

## Wappen des Vereinigten Königreichs
| Flagge | Datum | Funktion/Landesteil                                        |
| ------ | ----- | ---------------------------------------------------------- |
|        | 1837– | Wappen des Vereinigten Königreichs, Vereinigtes Königreich |

## Wappen der Landesteile des Vereinigten Königreichs
| Flagge | Datum | Funktion/Landesteil            |
| ------ | ----- | ------------------------------ |
|        | 1198– | Wappen Englands                |
|        | 1707– | Wappen Schottlands, Schottland |
|        | 2008– | Wappen von Wales, Wales        |
|        | 1924– | Wappen Nordirlands, Nordirland |

## Wappen derKronbesitzungen der britischen Krone

### Kanalinseln
| Flagge | Datum | Funktion/Landesteil        |
| ------ | ----- | -------------------------- |
|        |       | Wappen Guernseys, Guernsey |
|        | 1907– | Wappen Jerseys, Jersey     |

#### Guernsey
| Flagge | Datum | Funktion/Landesteil        |
| ------ | ----- | -------------------------- |
|        |       | Wappen Alderneys, Alderney |
|        |       | Wappen Sarks, Sark         |
|        |       | Wappen Herms, Herm         |

### Isle of Man
| Flagge | Datum | Funktion/Landesteil                 |
| ------ | ----- | ----------------------------------- |
|        |       | Wappen der Isle of Man, Isle of Man |

## Wappen der Britischen Überseegebiete
| Flagge | Datum | Funktion/Überseegebiet                                                                                |
| ------ | ----- | --- |
|        | 1980– | Wappen Anguillas, Anguilla                                                                            |
|        | 2012– | Wappen Ascensions, Ascension                                                                          |
|        | 1910– | Wappen Bermudas, Bermuda                                                                              |
|        |       | Wappen des britischen Antarktis-Territoriums, Britisches Antarktis-Territorium                        |
|        | 1960– | Wappen der Britischen Jungferninseln, Britische Jungferninseln                                        |
|        |       | Wappen des Britischen Territoriums im Indischen Ozean, Britisches Territorium im Indischen Ozean      |
|        | 1958– | Wappen der Cayman Islands, Cayman Islands                                                             |
|        | 1948– | Wappen der Falklandinseln, Falklandinseln                                                             |
|        | 1502– | Wappen Gibraltars, Gibraltar                                                                          |
|        |       | Wappen Montserrats, Montserrat                                                                        |
|        | 1969– | Wappen der Pitcairninseln, Pitcairninseln                                                             |
|        | 1984– | Wappen St. Helenas, St. Helena                                                                        |
|        | 1985– | Wappen von Südgeorgien und den Südlichen Sandwichinseln, Südgeorgien und die Südlichen Sandwichinseln |
|        | 2002– | Wappen Tristan da Cunhas, Tristan da Cunha                                                            |
|        | 1965– | Wappen der Turks- und Caicosinseln, Turks- und Caicosinseln                                           |

## Königliche Wappen
| Flagge | Person/Information                             |
| ------ | ---------------------------------------------- |
|        | Charles, Prince of Wales außerhalb Schottlands |
|        | Charles, Prince of Wales in Schottland         |
|        | William, Duke of Cambridge                     |
|        | Harry, Duke of Sussex                          |
|        | Andrew, Duke of York                           |
|        | Beatrice of York                               |
|        | Eugenie of York                                |
|        | Edward, Duke of Edinburgh                      |
|        | Anne, Princess Royal                           |
|        | Richard, 2. Duke of Gloucester                 |
|        | Edward, 2. Duke of Kent                        |
|        | Michael of Kent                                |
|        | Alexandra Ogilvy                               |
|        | Philip, Duke of Edinburgh 1947–1949            |
|        | Philip, Duke of Edinburgh 1949–2021            |
|        | Camilla, Duchess of Cornwall 2005–2012         |
|        | Camilla, Duchess of Cornwall 2012–             |
|        | Catherine, Duchess of Cambridge                |
|        | Meghan, Duchess of Sussex                      |
|        | Sophie, Countess of Wessex                     |
|        | Birgitte, Duchess of Gloucester                |
|        | Katharine, Duchess of Kent                     |
|        | Marie Christine von Reibnitz                   |

## Historische Wappen

### Historische Wappen des Vereinigten Königreichs und seiner Glieder

#### Vereinigtes Königreich
| Flagge | Datum     | Funktion/Landesteil |
| ------ | --------- | ------------------- |
|        | 1603–1689 |                     |
|        | 1649–1654 |                     |
|        | 1654–1655 |                     |
|        | 1655–1659 |                     |
|        | 1659–1660 |                     |
|        | 1603–1689 |                     |
|        | 1689–1694 |                     |
|        | 1694–1702 |                     |
|        | 1702–1707 |                     |
|        | 1707–1714 |                     |
|        | 1714–1800 |                     |
|        | 1801–1816 |                     |
|        | 1816–1837 |                     |
|        | 1837–     |                     |

#### England
| Flagge | Datum                         | Funktion/Landesteil |
| ------ | ----------------------------- | ------------------- |
|        | etwa 1189                     | England             |
|        | 1198–1340 1360–1369           | England             |
|        | 1340–1360 1369–1395 1399–1406 | England             |
|        | 1395–1399                     | England             |
|        | 1406–1422                     | England             |
|        | 1470–1471                     | England             |
|        | 1422–1461 1471–1554           | England             |
|        | 1554–1558                     | England             |
|        | 1558–1603                     | England             |

#### Schottland
| Flagge | Datum                          | Funktion/Landesteil |
| ------ | ------------------------------ | ------------------- |
|        | 12. Jahrhundert–1558 1565–1603 | Schottland          |
|        | 1558–1559                      | Schottland          |
|        | 1559–1560                      | Schottland          |
|        | 1560–1565                      | Schottland          |

### Historische Wappen/Embleme desBritischen Weltreichs

#### Afrika

##### Südliches Afrika
| Wappen | Datum     | Funktion                                           | Kolonie                                                            |
| ------ | --------- | -------------------------------------------------- | ------------------------------------------------------------------ |
|        | 1875–1910 | Wappen der Kapkolonie                              | Kapkolonie (Südafrika)                                             |
|        | 1875–1907 | Wappen der Kolonie Natal                           | Natal (Südafrika)                                                  |
|        | –1953     | Wappen Njassaland                                  | Njassaland (Malawi)                                                |
|        | 1902–1910 | Wappen der Oranjefluss-Kolonie                     | Oranjefluss-Kolonie (Südafrika)                                    |
|        | 1939–1953 | Wappen Sambias                                     | Nordrhodesien (Sambia)                                             |
|        | 1924–1981 | Wappen Rhodesiens                                  | Südrhodesien/Rhodesien (Simbabwe)                                  |
|        | 1910–1930 | Wappen Südafrikas                                  | Südafrika                                                          |
|        | 1930–1932 | Wappen Südafrikas                                  | Südafrika                                                          |
|        | 1932–2000 | Wappen Südafrikas                                  | Südafrika                                                          |
|        | 1904–1910 | Emblem der Kolonie Transvaal                       | Transvaal (Südafrika)                                              |
|        | 1953–1963 | Wappen der Föderation von Rhodesien und Njassaland | Föderation von Rhodesien und Njassaland (Malawi, Sambia, Simbabwe) |

##### Britisch-Westafrika
| Wappen | Datum     | Funktion                            | Kolonie                                                       |
| ------ | --------- | ----------------------------------- | ------------------------------------------------------------- |
|        | 1870–1888 | Wappen Britisch-Westafrikas         | Britisch-Westafrika (Gambia, Ghana, Nigeria und Sierra Leone) |
|        | 1889–1965 | Emblem Gambias                      | Gambia                                                        |
|        | 1877–1957 | Emblem der Goldküste                | Goldküste (Ghana)                                             |
|        | 1886–1906 | Emblem der Lagos-Kolonie            | Lagos (Nigeria)                                               |
|        | 1900–1914 | Wappen des Protektorats Nordnigeria | Nordnigeria (Nigeria)                                         |
|        | 1900–1914 | Wappen des Protektorats Südnigeria  | Südnigeria (Nigeria)                                          |
|        | 1889–1914 | Emblem Sierra Leone                 | Sierra Leone                                                  |
|        | 1916–1961 | Emblem Sierra Leones                | Sierra Leone                                                  |

##### Sonstiges Afrika
| Wappen | Datum     | Funktion                     | Kolonie                    |
| ------ | --------- | ---------------------------- | -------------------------- |
|        | 1914–1922 | Wappen des Sultanats Ägypten | Sultanat Ägypten (Ägypten) |
|        | 1922–1961 | Wappen von Britisch-Kamerun  | Britisch-Kamerun (Kamerun) |
|        | 1903–1968 | Wappen von Mauritius         | Mauritius                  |
|        | 1950–1960 | Wappen Somalilands           | Britisch-Somaliland        |
|        | 1874–1942 | Wappen Straits Settlements   | Straits Settlements        |
|        | 1914–1962 | Emblem Ugandas               | Uganda                     |

#### Amerika

##### Nord- und Mittelamerika
| Wappen | Datum     | Funktion                       | Kolonie                         |
| ------ | --------- | ------------------------------ | ------------------------------- |
|        | 1910–     | Wappen Bermudas                | Bermudas                        |
|        | 1848–1871 | Wappen von British Columbia    | British Columbia (Kanada)       |
|        | 1862–1981 | Wappen Britisch-Honduras       | Britisch-Honduras (Belize)      |
|        | 1638–1860 | Wappen der Miskitoküste        | Miskitoküste (Belize, Honduras) |
|        | 1637–     | Wappen der Kolonie Neufundland | Neufundland (Kanada)            |
|        | ab 1849   | Wappen von Vancouver Island    | Vancouver Island (Kanada)       |

##### Karibik
| Wappen | Datum     | Funktion                                  | Kolonie                                                        |
| ------ | --------- | ----------------------------------------- | -------------------------------------------------------------- |
|        | 1967–     | Wappen von Antigua und Barbuda            | Antigua und Barbuda                                            |
|        | 1961–     | Wappen Dominicas                          | Dominica                                                       |
|        | 1875–1906 | Emblem Jamaikas                           | Jamaika                                                        |
|        | 1906–1957 | Emblem Jamaikas                           | Jamaika                                                        |
|        | 1957–1962 | Emblem Jamaikas                           | Jamaika                                                        |
|        | 1962      | Emblem Jamaikas                           | Jamaika                                                        |
|        | 1967–1983 | Wappen von St. Christopher-Nevis-Anguilla | St. Christopher-Nevis-Anguilla (St. Kitts und Nevis, Anguilla) |
|        | 1967–     | Wappen St. Lucias                         | St. Lucia                                                      |
|        | 1889–1958 | Wappen von Trinidad und Tobago            | Trinidad und Tobago                                            |
|        | 1958–1962 | Wappen von Trinidad und Tobago            | Trinidad und Tobago                                            |

##### Südamerika
| Wappen | Datum     | Funktion       | Kolonie                   |
| ------ | --------- | -------------- | ------------------------- |
|        | 1875–1906 | Wappen Guyanas | Britisch-Guayana (Guyana) |
|        | 1906–1955 | Wappen Guyanas | Britisch-Guayana (Guyana) |
|        | 1955–1966 | Wappen Guyanas | Britisch-Guayana (Guyana) |

#### Asien
| Wappen | Datum     | Funktion                          | Kolonie                           |
| ------ | --------- | --------------------------------- | --------------------------------- |
|        | 1937–1963 | Siegel von Aden                   | Aden                              |
|        | 1948      | Wappen Burmas                     | Burma (Myanmar)                   |
|        | 1802–1948 | Wappen Sri Lankas                 | Britisch-Ceylon (Sri Lanka)       |
|        | 1955      | Emblem Hongkongs                  | Hongkong                          |
|        | 1876      | Emblem Hongkongs                  | Hongkong                          |
|        | 1861–1947 | Wappen Indiens                    | Britisch-Indien (Indien)          |
|        | 1912–1946 | Emblem Labuans                    | Labuan (Malaysia)                 |
|        | 1895–1946 | Wappen der Federated Malay States | Federated Malay States (Malaysia) |
|        | 1882–1963 | Wappen Nordborneos                | Nordborneo (Malaysia)             |
|        | 1920–1948 | Wappen Palästinas                 | Völkerbundsmandat für Palästina   |
|        | 1946–1963 | Wappen von Sarawak                | Sarawak                           |
|        | 1881–1905 | Badge von Britisch-Zypern         | Britisch-Zypern                   |
|        | 1905–1960 | Badge von Britisch-Zypern         | Britisch-Zypern                   |

#### Europa
| Wappen | Datum | Funktion          | Kolonie   |
| ------ | ----- | ----------------- | --------- |
|        | 1502– | Wappen Gibraltars | Gibraltar |

#### Ozeanien
| Wappen | Datum     | Funktion                         | Kolonie                                 |
| ------ | --------- | -------------------------------- | --------------------------------------- |
|        | 1976–     | Wappen Tuvalus                   | Elliceinseln (Tuvalu)                   |
|        | 1908–     | Wappen Fidschis                  | Fidschi                                 |
|        | 1921–1949 | Wappen des Territorium Neuguinea | Territorium Neuguinea (Papua-Neuguinea) |
|        | 1884–1888 | Wappen des Territorium Papua     | Territorium Papua (Papua-Neuguinea)     |
|        | 1888–1906 | Wappen des Territorium Papua     | Territorium Papua (Papua-Neuguinea)     |
|        | 1906–1949 | Wappen des Territorium Papua     | Territorium Papua (Papua-Neuguinea)     |